# 1939 au cinéma
| Années du cinéma : 1936 - 1937 - 1938 - 1939 - 1940 - 1941 - 1942    |
| Décennies du cinéma : 1900 - 1910 - 1920 - 1930 - 1940 - 1950 - 1960 |

L'année 1939 est pour le cinéma une année extraordinaire lors de laquelle de très nombreux films sont tournés dont beaucoup sont devenus des classiques immortels. Le cinéma connaît alors l'apogée du western, des films d'aventures et des grands studios.

## Événements
- Les États-Unis connaissent l'apogée du système des studios au nombre de neuf — 5 majors (MGM, Paramount, Warner, Fox et RKO) et quatre petits (Columbia, Universal, United Artists et Walt Disney) et ils tournent en technicolor. Plus de 400 films sont produits, c'est l'apogée du western et du film d'aventure. la Grande Dépression est terminée, la prospérité est de retour — 15 115 salles de cinéma accueillent 80 millions de spectateurs par semaine — et les grands producteurs n'hésitent pas à investir des sommes colossales dans des superproductions de prestige. La politique isolationniste du pays transparaît dans les très nombreux films produits et le pays ne veut rien connaître de ce qui se passe en Europe.
- En Allemagne, sont tournés 118 films, dont Pages immortelles (Es war eine rauschende Ballnacht) de Carl Froelich, à propos de Tchaïkovsky
- En Italie où la production est encouragée par des primes proportionnelles aux recettes, sont tournés 78 films, quelques films de propagande, des comédies, des mélodrames, films musicaux, d'aventures, historiques ou mythologiques.
- En France :
  - Une longue grève touche le monde cinématographique français au cours du premier semestre de l'année, en partie dû à la crise sociale et à la production étrangère qui fait une dure concurrence aux 80 films français réalisés cette année-là, contre 122 l'année précédente.
  - L'idée est lancée d'un grand festival cinématographique qui pourrait avoir lieu le 1er septembre à Cannes. Deux mille invitations sont lancées et Louis Lumière accepte d'en être le premier président. L'entrée des troupes allemandes en Pologne, le jour même de son ouverture officielle, mis prématurément fin à la fête.
  - Charles Trenet fait ses débuts au cinéma dans Je chante.
  - Pour échapper aux lois raciales et à la pression des nazis, des cinéastes allemands se réfugient en France dont Ludwig Berger, Kurt Bernhardt, Max Ophüls, Georg Wilhelm Pabst, Robert Siodmak, Robert Wiene, tandis qu'un certain nombre de cinéastes français conscients de l'arrivée de la guerre partent pour les États-Unis.
  - Une expérience scientifique qui passe inaperçue est organisée, il s'agit de la diffusion en direct d'un défilé militaire à l'aide d'un procédé nouveau nommé télévision.
- L'Angleterre rêve toujours de conquêtes coloniales ce qui transparaît dans ses films. Alfred Hitchcock tourne le dernier film de sa période anglaise, la mort de Douglas Fairbanks est un évènement national et le marché est dominé par la production américaine. 20 millions de spectateurs par semaine fréquentent les cinémas.
- 5 janvier : La Grande Illusion, de Jean Renoir, obtient l'oscar du meilleur film étranger.
- 23 février : Walt Disney remporte un oscar pour son film d'animation Blanche-Neige et les Sept Nains.
- 9 juin : Marlène Dietrich devient officiellement citoyenne américaine.

## Principaux films de l'année
- À chaque aube je meurs, de William Keighley, avec James Cagney et George Raft
- André Hardy s'enflamme, une comédie américaine de Woodbridge S. Van Dyke, avec Lewis Stone, Mickey Rooney, Cecilia Parker, Ann Rutherford
- Autant en emporte le vent (Gone with the wind) film de Victor Fleming avec Vivien Leigh, Clark Gable, Leslie Howard, Olivia de Havilland et Hattie McDaniel. - 13 nominations et 9 oscars dont Oscar du meilleur film.
- Bécassine film de Pierre Caron d'après les albums de Pinchon
- Brazza ou l'Épopée du Congo film patriotique de Léon Poirier
- Cette femme est mienne, un drame américain de Woodbridge S. Van Dyke, avec Spencer Tracy, Hedy Lamarr, Ina Claire, Mona Barrie
- Circonstances atténuantes film de Jean Boyer avec Michel Simon
- Cœur immortel film de Veit Harlan
- Derrière la façade film d'Yves Mirande, présenté au Festival de Venise
- Entente cordiale film diplomatique de Marcel L'Herbier, présenté en grand gala à Paris, le 21 avril
- Femmes (Women) comédie de George Cukor avec Norma Shearer, Rosalind Russell et Joan Crawford
- Feux de joie avec Ray Ventura
- Fric-Frac, comédie de Maurice Lehmann et Claude Autant-Lara, avec Michel Simon, Arletty et Fernandel
- Gunga Din de George Stevens, avec Cary Grant
- Ils étaient neuf célibataires film de et avec Sacha Guitry, Elvire Popesco, Max Dearly, Geneviève de Séréville et Saturnin Fabre
- J’accuse d’Abel Gance (avril).
- Je chante, premier film avec Charles Trenet
- Le Juif Süss film de Veit Harlan
- L'Apôtre du désert film de Goffredo Alessandrini
- La Bête humaine film de Jean Renoir, présenté au Festival de Venise
- La Charrette fantôme film de Julien Duvivier, sélectionné pour le Festival de Cannes
- La Chevauchée fantastique western de John Ford avec John Wayne, Claire Trevor, John Carradine et George Bancroft
- La Fin du jour film de Julien Duvivier, présenté au Festival de Venise
- La France est un empire film patriotique de Jean d'Agraives
- La Loi du Nord film de Jacques Feyder, sélectionné pour le Festival de Cannes
- La Lutte héroïque film patriotique de Hans Steinhoff
- La Mousson film d'aventure de Clarence Brown
- La Règle du jeu drame de Jean Renoir avec Marcel Dalio et Nora Gregor, Roland Toutain, Gaston Modot, Julien Carette (juillet).
- La Taverne de la Jamaïque film d'Alfred Hitchcock
- La vie privée d'Elizabeth d'Angleterre (The Private Lives of Elizabeth and Essex) film historique de Michael Curtiz avec Bette Davis, Errol Flynn et Olivia de Havilland
- Le Brigand bien-aimé western de Henry King
- Le Cousin de Donald (Donald's Cousin Gus) film d'animation de Walt Disney
- Le Chemin de l'honneur film patriotique de Jean-Paul Paulin
- Le Grand Élan film de Christian-Jaque, présenté au Festival de Venise
- Le jour se lève drame de Marcel Carné avec Jean Gabin, Arletty et Jules Berry (sortie le 9 juin), présenté au Festival de Venise
- Le Magicien d'Oz (The Wizard of Oz) film musical de Victor Fleming avec Judy Garland
- Le monde est merveilleux, un film policier de Woodbridge S. Van Dyke, avec James Stewart, Claudette Colbert, Guy Kibbee, Nat Pendleton
- Les Anges aux figures sales, film de Michael Curtiz (sortie le 19 février).
- Les Cadets de l'Alcazar film de propagande d'Augusto Genina
- Les Hauts de Hurlevent drame romantique de William Wyler (sortie le 13 avril à New York)
- Les Otages film de Raymond Bernard
- Les Quatre Plumes blanches film colonialiste de Zoltan Korda
- Femmes marquées (Marked Woman) policier de Lloyd Bacon avec  Bette Davis, Humphrey Bogart et Eduardo Ciannelli
- Menaces film d'Edmond T. Gréville
- Monsieur Smith au Sénat comédie de Frank Capra (sortie le 20 octobre à Washington)
- Narcisse, farce aéronautique avec Rellys
- Nick Carter, Master Detective policier de Jacques Tourneur avec  Walter Pidgeon, Rita Johnson et Henry Hull.
- Ninotchka comédie d'Ernst Lubitsch avec Greta Garbo, Melvyn Douglas, Ina Claire et Bela Lugosi (sortie le 3 novembre à Hollywood)
- Pacific Express western de Cecil B. De Mille
- Paradis perdu film d'Abel Gance avec Fernand Gravey, Elvire Popesco, Robert Le Vigan et Micheline Presle dans son premier rôle
- Pièges film noir de Robert Siodmak avec Maurice Chevalier
- Place au rythme film de Busby Berkeley avec Judy Garland
- Quasimodo (The Hunchback of Notre-Dame) film fantastique de William Dieterle avec Charles Laughton et Maureen O'Hara
- Rappel immédiat film de Léon Mathot
- Sentinelles de l'Empire film patriotique de Jean d'Esme
- Seuls les anges ont des ailes film d'aventure de Howard Hawks
- Sidi-Brahim film patriotique de Marc Didier
- Sur la piste des Mohawks (Drums Along the Mohawk) western de John Ford avec Claudette Colbert, Henry Fonda et Edna May Oliver
- Tarzan trouve un fils : film d'aventure de Richard Thorpe avec Johnny Weissmuller, Maureen O'Sullivan et Ian Hunter
- Tourbillon de Paris avec Ray Ventura
- Trois de Saint-Cyr film patriotique de Jean-Paul Paulin
- Vers sa destinée film historique de John Ford avec Henry Fonda
- Victoire sur la nuit (Dark Victory) de Edmund Goulding avec Bette Davis
- Le Voleur de Bagdad film d'aventure d'Alexander Korda

## Récompenses

### Oscars
- Meilleur film : Autant en emporte le vent de Victor Fleming (États-Unis)
- Meilleure actrice : Vivien Leigh, Autant en emporte le vent (Gone With the Wind)
- Meilleur acteur : Robert Donat, Goodbye, Mr. Chips
- Meilleur second rôle féminin : Hattie McDaniel, Autant en emporte le vent (Gone With the Wind)
- Meilleur second rôle masculin : Thomas Mitchell, La Chevauchée fantastique (Stagecoach)
- Meilleur réalisateur : Victor Fleming, Autant en emporte le vent (Gone With the Wind)

### Autres récompenses
- 7 juillet : Le Quai des brumes de Marcel Carné reçoit le Grand Prix national du cinéma.

## Évènements mondains
- Sacha Guitry épouse sa quatrième femme Geneviève de Sereville et est élu à l'Académie Goncourt.

## Principales naissances
- 24 janvier : Jack Andreozzi
- 26 janvier : Scott Glenn
- 3 février : Michael Cimino († 2 juillet 2016).
- 14 février : Yves Boisset († 31 mars 2025)
- 14 mars : Bertrand Blier († 20 janvier 2025).
- 31 mars : Volker Schlöndorff
- 1er avril : Ali MacGraw
- 7 avril : Francis Ford Coppola
- 13 mai : Harvey Keitel
- 25 mai : Ian McKellen
- 1er juillet : Karen Black († 8 août 2013).
- 19 juillet : Évelyn Séléna († 25 mars 2025).
- 2 août : Wes Craven († 30 août 2015).
- 9 août : Bulle Ogier
- 22 août : Robert Wall († 30 janvier 2022).
- 5 septembre : George Lazenby
- 5 octobre : Marie Laforêt († 2 novembre 2019).
- 20 octobre : Daniel Prévost
- 24 octobre : F. Murray Abraham
- 27 octobre : John Cleese
- 9 novembre : Suimenkul Chokmorov († 26 septembre 1992).
- 20 novembre : Philippe Ogouz († 25 juillet 2019).
- 26 novembre : Tina Turner († 24 mai 2023).
- 27 décembre : 
  - Emmanuil Vitorgan
  - John Amos († 21 août 2024).

date non précisée :
- Harvey Flaxman

## Principaux décès
- 18 janvier : Ivan Mosjoukine, acteur et cinéaste russe à Paris, interprète de Kean d’Alexandre Wolkoff et de Michel Strogoff de Victor Tourjanski.
- 9 juin : Owen Moore, acteur américain
- 23 août : Sidney Howard, scénariste
- 17 septembre : Georges Pitoëff, l’un des fondateurs du Cartel des Quatre, acteur et metteur en scène, à Bellevue.
- 24 septembre : Carl Laemmle, producteur
- 23 octobre : Zane Grey, scénariste
- 12 décembre : Douglas Fairbanks, Sr., acteur (né le 23 mai 1883)